# Lee Sang-Hyo
Lee Sang-Hyo, južnokorejski rokometaš, * 10. september 1961.
Leta 1984 je na poletnih olimpijskih igrah v Los Angelesu v sestavi južnokorejske rokometne reprezentance osvojil 11. mesto, medtem ko je leta 1988 osvojil srebrno olimpijsko medaljo.